# Федерико Валверде
Федерико Сантијаго Валверде Дипета (шп. Federico "Fede" Santiago Valverde Dipetta; Монтевидео, 22. јул 1998) познатији као Феде Валверде професионални је уругвајски фудбалер, репрезентативац Уругваја и играч Реал Мадрида, који игра на позицији везног играча.